# Championnat d'Asie masculin de basket-ball 2003
Navigation
Chine 2001 Qatar 2005
Le championnat d'Asie de basket-ball 2003 est la vingt-deuxième édition du championnat d'Asie des nations. Elle s'est déroulée du 23 septembre au 1er octobre 2003 à Harbin en Chine.

## Classement final
| Position | Équipe       | Bilan |
| -------- | ------------ | ----- |
| 1        | Chine        | 8v-0d |
| 2        | Corée du Sud | 7v-1d |
| 3        | Qatar        | 6v-2d |
| 4        | Liban        | 5v-3d |
| 5        | Iran         | 4v-3d |
| 6        | Japon        | 3v-4d |
| 7        | Kazakhstan   | 3v-4d |
| 8        | Inde         | 2v-5d |
| 9        | Syrie        | 3v-4d |
| 10       | Jordanie     | 3v-4d |
| 11       | Taïwan       | 4v-3d |
| 12       | Koweït       | 3v-4d |
| 13       | Hong Kong    | 3v-4d |
| 14       | Ouzbékistan  | 2v-5d |
| 15       | Philippines  | 2v-5d |
| 16       | Malaisie     | 0v-7d |